# Jeff Hostetler
(en) Statistiques sur pro-football-reference
William Jeffrey Hostetler (né le 22 avril 1961 à Hollsopple) est un joueur américain de football américain évoluant au poste de quarterback.

## Carrière

### Université
Après avoir étudié à la Conemaugh Township Area School en Pennsylvanie, il s'inscrit à l'université d'État de Pennsylvanie où il intègre directement l'équipe de football américain des Nittany Lions. Pour ces deux premières saisons, il est relégué au poste de remplaçant, perdant la bataille pour le poste de titulaire face à Todd Blackledge. Voyant qu'il ne peut plus avancer, il est transféré à l'université de Virginie-Occidentale et ne joue aucun match en 1981, respectant la règle des transferts de la NCAA, obligeant un joueur transféré à ne disputer aucun match avec sa nouvelle équipe l'année de son arrivée.
Le choix se révèle payant car Hostetler est titulaire pendant deux saisons sous les ordres de Don Nehlen. Il aligne dix-huit victoires en vingt-quatre matchs et s'élève comme l'un des meilleurs joueurs de l'histoire de l'université, étant même nommé dans l'équipe de l'histoire des Mountaineers et dans le temple de la renommée de WVU en 1998.

### Professionnel
Jeff Hostetler est sélectionné au troisième tour de la draft 1984 de la NFL par les Giants de New York au cinquante-neuvième choix. Cependant, le quarterback doit ronger son frein pendant cinq saisons sur le banc des remplaçants, laissant la place à Phil Simms et Jeff Rutledge. Il arrive tout de même à disputer quelques matchs, profitant de blessures en haut de la hiérarchie. Il commence le Super Bowl XXI avec les Giants et réussit vingt passes sur trente-deux pour 222 yards et une passe pour touchdown. Finalement, New York s'impose 20 à 19 contre les Broncos de Denver. Alors qu'il pensait se retirer du football, frustré par sa maigre utilisation chez les Giants, il décide de poursuivre sa carrière.
En 1991, le nouvel entraîneur Ray Handley ouvre la compétition pour le poste de quarterback et Hostelter décroche la place de numéro un. Il dispute douze matchs consécutifs comme titulaire avant de se blesser au dos face aux Buccaneers de Tampa Bay et de déclarer forfait pour le reste de la saison. Simms redevient titulaire en 1992 mais lorsque celui-ci se blesse lors de la quatrième semaine face aux Rams de Los Angeles, Hostetler redevient titulaire sans pour autant briller. Non conservé, il rejoint les Raiders de Los Angeles en 1993 et réalise deux saisons très intéressantes, décrochant une sélection au Pro Bowl après le championnat 1994. En 1995, il emmène son équipe sur un score de 8-2 mais se blesse à l'épaule, manquant le reste de la compétition.
Enfin, l'ancien quarterback de West Virginia s'engage avec les Redskins de Washington en 1997 mais ne s'impose pas devant Gus Frerotte, titulaire. L'année d'après, il est victime de blessures et ne rentre pas dans les plans de l'équipe, ne disputant d'ailleurs aucun match.